# Кабакчы Мустафа-паша
Кабакчи Мустафа (ок. 1770 – 14 июля 1808) — предводитель восстания ямаков.
Возвел на престол султана Мустафу IV. В ходе последующих событий утратил свое положение и влияние в результате контрпереворота Алемдара Мустафы-паши. Несмотря на последующее восстание против новой армии европейского типа (сегбан-и джедид), после казни Мустафы IV Османская империя вошла в эпоху реформ.

## Служба у ямаков
Ямаки были особым классом солдат, которые несли ответственность за защиту Босфора от казачьих набегов. В отличие от янычар, они были из Черноморского побережья, а не из девширме. Но им нравилось разделять престиж янычар и они считали себя частью янычарства. Кабакчы Мустафа был ямакским сержантом в крепости Румелифенери на европейской стороне Босфора. Он был родом из Ризе. 
Согласно легенде, до того, как стать ямаком, он сражался против русских в крымском порту Анапа. Эпитет Кабакчы, означающий "лидер", вероятно, относится к его бывшим сражениям. Но, кроме этого, о его происхождении почти ничего не известно. Он всегда появлялся с двумя своими младшими родственниками, оба носящими одно и то же имя — Мустафа и Мустафа из Пазара.

## Восстание
25 мая 1807 года Раиф Мехмет, министр Босфора, попытался убедить ямаков надеть новую форму в западном стиле. Было ясно, что следующим шагом станет современное обучение. Но ямаки отказались носить эту форму и убили Раифа Мехмета. Этот инцидент обычно рассматривается как начало восстания. Затем ямаки начали марш на Стамбул. 
Вскоре повстанцы решили избрать Кабакчы Мустафу своим лидером. По мнению историков, на тот момент подавить восстание было несложно, потому что поблизости находился лагерь хорошо обученных войск по западному образцу. Но Кесе Муса, член порты, чей титул примерно равен министру внутренних дел, отказался использовать современные войска против ямаков, и Селим III, который был пацифистом, одобрил решение Кесе Мусы. Через несколько дней стало ясно, что Кесе Муса поддерживает повстанцев, численность которых увеличилась с увеличением числа людей, включая янычар, которые оставались в столице.

## Как фактический правитель Османской Империи
Кабакчы добрался до Стамбула за два дня и взял город. На самом деле Кабакчы находился под влиянием Кесе Мусы и шейх уль-Ислама Топала Атауллы. Он учредил суд и перечислил 11 имен высокопоставленных сторонников прозападных реформ, подлежащих казни. Через несколько дней эти люди были казнены, некоторые с применением пыток. Затем он попросил упразднить все институты, созданные в рамках прозападных реформ, на что султан должен был согласиться. Он также объявил о своем недоверии султану и попросил взять двух османских принцев (будущих султанов, а именно Мустафу IV и Махмуда II) под свою защиту. После этого последнего Селим III ушел в отставку 29 мая 1807 года. Мустафа IV был возведен на престол в качестве нового султана.

## Во время правления Мустафы IV
Новый султан назначил Кабакчы новым министром Босфора. Его штаб-квартира находилась совсем недалеко от Стамбула, и он по-прежнему оставался фактическим правителем империи. Этот период был одним из самых хаотичных в истории Стамбула. Город разграбили как янычары, так и ямаки. Вскоре стало ясно, что даже Кабакчы не смог справиться с анархией. Этот чёрный период продолжался около 14 месяцев.
Тем временем, Алемдар Мустафа, деребей в Русчуке, который был сторонником бывшего султана Селима III, решил вновь возвести Селима на престол, чтобы положить конец хаосу. Но прежде чем вмешаться, он тайно отправил эскадру из 50 человек под командованием Узуна Хаджи Али в штаб Кабакчи. Не подозревая об этом, в тот же день (13 июля 1808 года) Кабакчы женился. После брачной ночи, эскадра с лёгкостью совершила налет на штаб-квартиру и убить Кабакчы. Вскоре после этого Алемдар Мустафа-паша также двинулся на Стамбул, и после нескольких боев ямаки были усмирены.

## Последствия
Мустафа IV был свергнут с престола. Но в качестве меры предосторожности он в последнюю минуту приказал казнить и Селима, и Махмуда, поскольку они были единственными претендентами на турецкий престол. Однако, в отличие от Селима, Махмуду удалось выжить, и именно Махмуд был возведен на престол в качестве нового султана.